# استراتون آن د فوس
استراتون آن د فوس (به انگلیسی: Stratton-on-the-Fosse) یک روستا و محله مدنی در بریتانیا است که در مندیپ واقع شده‌است. استراتون آن د فوس ۱٬۱۰۸ نفر جمعیت دارد.